# Карл Густав Бішоф
Карл Густав Бішоф (нім. Karl Gustav Bischof, 18 січня 1792, Нюрнберг — 30 листопада 1870, Бонн) — німецький хімік та геолог.

## Біографія
Карл Густав Бішоф народився 18 січня 1792 року в Верде, передмісті міста Нюрнберга.
З 1810 року вивчав в університеті Ерлангена хімію та фізику.
У 1819 році був призначений професором хімії і технології в Боннському університеті. У 1841—1842 роках був ректором цього університету.
Карл Густав Бішоф помер 30 листопада 1870 р. в Бонні залишивши після себе низку вагомих наукових праць, зокрема за твір «Des moyens de soustraire l'exploitation des mines de houille aux dangers d'explosion» (Брюссель, 1840) Бішоф отримав першу нагороду від брюссельської академії, але головне його твір «Lehrbuch der chem. und physik. Geologie» (2 т. Бонн, 1847), який дав геології XIX століття зовсім новий напрямок.
Один з мінералів відкритих вченим названий на його честь — «бішофіт».